# Liga de Campeones de la OFC 2013
La Liga de Campeones de la OFC 2013 fue la decimosegunda edición del máximo torneo continental a nivel clubes de Oceanía. Estuvo integrado por 8 equipos de 7 países distintos, siendo Nueva Zelanda el único estado con más de un cupo. El campeón, el Auckland City, obtuvo la clasificación a la Copa Mundial de Clubes de la FIFA 2013 a disputarse en Marruecos.
El sistema cambió con respecto a los torneos previos, el peor equipo de la edición anterior, en este caso el AS Mont-Dore de Nueva Caledonia, tuvo que jugar un play-off con el ganador de la fase preliminar que se disputaron los campeones de Tonga, Samoa, Samoa Americana y las Islas Cook, países que desde hace 3 temporadas no recibían la oportunidad de jugar el campeonato continental oceánico.
Además, fueron dos los clubes que avanzaron de ronda en la fase de grupos, viéndose enfrentados en semifinales a ida y vuelta y en una final a partido único que se jugó en el Mount Smart Stadium de Auckland, Nueva Zelanda.
Los clasificados fueron el Auckland City, ganador de la fase regular de la ASB Premiership 2011/12, el Waitakere United, campeón del NZFC 2011/12 como representantes neozelandeses, el Hekari United papú que ganó la Telikom National League 2011/12, el AS Dragon que se coronó campeón de la Primera División de Tahití en la edición 2012., el Amicale FC que conquistó por tercera vez la Primera División de Vanuatu, el Ba FC que conquistó la Liga Nacional de Fútbol de Fiyi, el Solomon Warriors, campeón salomonense, y el AS Mont-Dore de Nueva Caledonia, ganador de la eliminatoria con el Tupapa Maraerenga cookiano, que había sido vencedor de la fase preliminar.
El fixture fue dado a conocer el 5 de febrero. La competencia comenzó el 30 de marzo y finalizó el 19 de mayo.
El Ba y el Amicale consiguieron los dos primeros puesto del grupo A, mientras que el Waitakere United y el Auckland City hicieron lo propio en el grupo B. La ida del partido entre el Ba y el Auckland fue jugada el 5 de mayo en el Govind Park, mientras que la vuelta se disputó el 11 de ese mes en el Kiwitea Street. El duelo entre el Waitakere y el Amicale tuvo lugar el 4 de mayo en el Korman Stadium de Port Vila y el 11 en el Fred Taylor Park de Whangarei. Todos los encuentros fueron televisados vía internet por la OFC TV.
El Auckland City clasificó a la final tras ganar por un global de 7-1, y jugó ante el Waitakere, vencedor de la otra semifinal. En una nueva edición del clásico de Auckland, el City se impuso por 2-1 y se coronó campeón oceánico por tercera vez consecutiva y quinta ocasión en su historia.

## Equipos participantes
| Nueva Zelanda 2 cupos               |  | Auckland City Waitakere United |  | Ganador fase regular ASB Premiership 2011/12 Campeón ASB Premiership 2011/12       |
| Fiyi 1 cupo                         |  | Ba FC                          |  | Campeón de la Liga Nacional de Fútbol de Fiyi 2011                                 |
| Islas Salomón 1 cupo                |  | Solomon Warriors               |  | Ganador del playoff de la S-League 2011/12                                         |
| Tahití 1 cupo                       |  | AS Dragon                      |  | Campeón Primera División de Tahití 2012                                            |
| Vanuatu 1 cupo                      |  | Amicale FC                     |  | Campeón Primera División de Vanuatu 2012                                           |
| Papúa Nueva Guinea 1 cupo           |  | Hekari United                  |  | Campeón Liga Nacional de Papúa Nueva Guinea 2011/12                                |
| Nueva Caledonia 1 cupo fase playoff |  | AS Mont-Dore                   |  | Campeón de la Superliga de Nueva Caledonia 2011 Peor desempeño en la O-League 2012 |
| Tonga 1 cupo fase previa            |  | SC Lotoha'apai                 |  | Campeón Primera División 2011                                                      |
| Samoa 1 cupo fase previa            |  | Kiwi FC                        |  | Campeón Liga Nacional de Samoa 2010/11                                             |
| Samoa Americana 1 cupo fase previa  |  | Pago Youth                     |  | Campeón Liga de Fútbol FFAS 2011                                                   |
| Islas Cook 1 cupo fase previa       |  | Tupapa                         |  | Campeón Primera División 2011                                                      |

## Fase preliminar
Se disputó del 1 al 5 de mayo de 2012. El ganador, el Tupapa Maraerenga, avanzó a la eliminatoria donde se disputó con el AS Mont-Dore un lugar en la O-League 2013.
| Club              | Pts | J | G | E | P | GF | GC | GD  |
| ----------------- | --- | - | - | - | - | -- | -- | --- |
| Tupapa Maraerenga | 7   | 3 | 2 | 1 | 0 | 14 | 4  | +10 |
| SC Lotoha'apai    | 7   | 3 | 2 | 1 | 0 | 11 | 4  | +7  |
| Kiwi FC           | 3   | 3 | 1 | 0 | 2 | 7  | 5  | +2  |
| Pago Youth        | 0   | 3 | 0 | 0 | 3 | 1  | 20 | -19 |

| 1 de mayo de 2012 | Pago Youth  | 1:5 (0:3) | Kiwi FC                                     | Loto-Tonga Centre, 'Atele                                     |                                                               |
|                   | Samuelu 88' |           | Malo 8' 23' · Saofaiga 26' 78' · Gosche 68' | Asistencia: 100 espectadores Árbitro(s): Rakesh Varman (Fiyi) | Asistencia: 100 espectadores Árbitro(s): Rakesh Varman (Fiyi) |

| 1 de mayo de 2012 | SC Lotoha'apai                         | 3:3 (0:1) | Tupapa                    | Loto-Tonga Centre, 'Atele                                             |                                                                       |
|                   | Maamaloa 64' · Uhatahi 71' · Moala 77' |           | Best 38' · Berlim 54' 65' | Asistencia: 300 espectadores Árbitro(s): Mirko Benischke (N. Zelanda) | Asistencia: 300 espectadores Árbitro(s): Mirko Benischke (N. Zelanda) |

| 3 de mayo de 2012 | SC Lotoha'apai                                     | 6:0 (2:0) | Pago Youth | Loto-Tonga Centre, 'Atele                                        |                                                                  |
|                   | Uhatahi 23' 30' · Maamaloa 54' 71' 89' · Palei 83' |           |            | Asistencia: 200 espectadores Árbitro(s): Norbert Hauata (Tahití) | Asistencia: 200 espectadores Árbitro(s): Norbert Hauata (Tahití) |

| 3 de mayo de 2012 | Kiwi FC      | 1:2 (1:2) | Tupapa                | Loto-Tonga Centre, 'Atele                                           |                                                                     |
|                   | Saofaiga 18' |           | Harmon 27' · Best 54' | Asistencia: 150 espectadores Árbitro(s): John Saohu (Islas Salomón) | Asistencia: 150 espectadores Árbitro(s): John Saohu (Islas Salomón) |

| 5 de mayo de 2012 | Tupapa                                                                        | 9:0 (4:0) | Pago Youth | Loto-Tonga Centre, 'Atele                                     |                                                               |
|                   | Tiro 3' · Berlim 23' 30' 53' 71' · Fowler 45+2' · Manuel 51' 69' · Harmon 88' |           |            | Asistencia: 100 espectadores Árbitro(s): Rakesh Varman (Fiyi) | Asistencia: 100 espectadores Árbitro(s): Rakesh Varman (Fiyi) |

| 5 de mayo de 2012 | Kiwi FC      | 1:2 (0:1) | SC Lotoha'apai                 | Loto-Tonga Centre, 'Atele                                             |                                                                       |
|                   | Saofaiga 84' |           | Uhatahi 45+5' · Uele 57' (pen) | Asistencia: 350 espectadores Árbitro(s): Mirko Benischke (N. Zelanda) | Asistencia: 350 espectadores Árbitro(s): Mirko Benischke (N. Zelanda) |

### Goleadores
| Jugador         | Equipo            | Goles |
| --------------- | ----------------- | ----- |
| Leo Berlim      | Tupapa Maraerenga | 6     |
| Timote Maamaloa | SC Lotoha'apai    | 4     |
| Mike Saofaiga   | Kiwi FC           | 4     |
| Mark Uhatahi    | SC Lotoha'apai    | 4     |
| Silao Malo      | Kiwi FC           | 2     |
| Campbell Best   | Tupapa Maraerenga | 2     |
| Grover Harmon   | Tupapa Maraerenga | 2     |
| Roger Manuel    | Tupapa Maraerenga | 2     |

## Play-off
El AS Mont-Dore de Nueva Caledonia y el Tupapa Maraerenga FC, ganador de la fase preliminar, se jugaron un lugar en la Liga de Campeones de la OFC 2013. Este encuentro fue jugado el 8 de mayo de 2012 y determinó que el Mont-Dore jugará la O-League 2013.
| 8 de mayo de 2012 | Tupapa       | 1:3 (0:2) | AS Mont-Dore                                  | Loto-Tonga Centre, 'Atele                                        |                                                                  |
|                   | Harmon 90+2' |           | Kenon 33' · Bessieres 45' · Wamytan 85' (pen) | Asistencia: 400 espectadores Árbitro(s): Norbert Hauata (Tahití) | Asistencia: 400 espectadores Árbitro(s): Norbert Hauata (Tahití) |

## Fase de grupos

### Grupo A
| Club             | Pts | J | G | E | P | GF | GC | GD |
| ---------------- | --- | - | - | - | - | -- | -- | -- |
| Ba FC            | 16  | 6 | 5 | 1 | 0 | 16 | 4  | 12 |
| Amicale FC       | 10  | 6 | 3 | 1 | 2 | 7  | 4  | 3  |
| Hekari United    | 4   | 6 | 1 | 1 | 4 | 5  | 12 | -7 |
| Solomon Warriors | 4   | 6 | 1 | 1 | 4 | 7  | 15 | -8 |

#### Resultados
| 30 de marzo de 2013, 15:00 (UTC+11) | Solomon Warriors | 0:2 (0:0) | Amicale FC                        | Lawson Tama, Honiara                                                     |                                                                          |
|                                     |                  |           | Masauvakalo 64' · Gueye 76' (pen) | Asistencia: 12.000 espectadores Árbitro(s): Nick Waldron (Nueva Zelanda) | Asistencia: 12.000 espectadores Árbitro(s): Nick Waldron (Nueva Zelanda) |

| 30 de marzo de 2013, 15:00 (UTC+12) | Hekari United | 1:3 (0:0) | Ba FC                              | PMRL Stadium, Puerto Moresby              |                                           |
|                                     | Jack 50'      |           | Tiwa 44' · Issa 52' · Manuca 90+4' | Árbitro(s): Peter O'Leary (Nueva Zelanda) | Árbitro(s): Peter O'Leary (Nueva Zelanda) |

| 3 de abril de 2013, 15:00 (UTC+11) | Solomon Warriors            | 2:2 (1:2) | Ba FC       | Lawson Tama, Honiara                                                   |                                                                        |
|                                    | Billy 32' · Lea'alafa 90+1' |           | Issa 5' 20' | Asistencia: 10.000 espectadores Árbitro(s): Hillary Ani (P. N. Guinea) | Asistencia: 10.000 espectadores Árbitro(s): Hillary Ani (P. N. Guinea) |

| 6 de abril de 2013, 15:00 (UTC+10) | Hekari United | 0:0 | Amicale FC | PMRL Stadium, Puerto Moresby     |  |
|                                    |               |     |            | Árbitro(s): Rakesh Varman (Fiyi) |  |

| 13 de abril de 2013, 15:00 (UTC+11) | Amicale FC              | 2:0 (0:0) | Solomon Warriors | Korman Stadium, Port Vila                 |                                           |
|                                     | Bongnaim 60' · Fred 88' |           |                  | Árbitro(s): Peter O'Leary (Nueva Zelanda) | Árbitro(s): Peter O'Leary (Nueva Zelanda) |

| 13 de abril de 2013, 15:00 (UTC+12) | Ba FC               | 2:0 (1:0) | Hekari United | Govind Park, Ba                              |                                              |
|                                     | Tiwa 18' · Issa 80' |           |               | Árbitro(s): Averii Jacques (Nueva Caledonia) | Árbitro(s): Averii Jacques (Nueva Caledonia) |

| 17 de abril de 2013, 15:00 (UTC+11) | Amicale FC                 | 2:0 (1:0) | Hekari United | Korman Stadium, Port Vila                                             |                                                                       |
|                                     | Nawo 38' · Masauvakalo 76' |           |               | Asistencia: 6.000 espectadores Árbitro(s): John Saohu (Islas Salomón) | Asistencia: 6.000 espectadores Árbitro(s): John Saohu (Islas Salomón) |

| 17 de abril de 2013, 15:00 (UTC+12) | Ba FC                                  | 5:0 (1:0) | Solomon Warriors | Govind Park, Ba                                                       |                                                                       |
|                                     | Tiwa 2' · Issa 47' 63' 75' · Raura 86' |           |                  | Asistencia: 6.000 espectadores Árbitro(s): Hillary Ani (P. N. Guinea) | Asistencia: 6.000 espectadores Árbitro(s): Hillary Ani (P. N. Guinea) |

| 20 de abril de 2013, 15:00 (UTC+11) | Solomon Warriors              | 4:2 (4:1) | Hekari United           | Lawson Tama, Honiara            |                                 |
|                                     | Feni 11' 44' · Kilifa 13' 27' |           | Waroi 43' · Gunemba 89' | Árbitro(s): Salesh Chand (Fiyi) | Árbitro(s): Salesh Chand (Fiyi) |

| 20 de abril de 2013, 15:00 (UTC+11) | Amicale FC  | 1:2 (1:0) | Ba FC                             | Korman Stadium, Port Vila                                               |                                                                         |
|                                     | Kautoga 19' |           | Suwamy 60' (pen) · Issa 67' (pen) | Asistencia: 8.000 espectadores Árbitro(s): Mirko Benischke (N. Zelanda) | Asistencia: 8.000 espectadores Árbitro(s): Mirko Benischke (N. Zelanda) |

| 27 de abril de 2013, 15:00 (UTC+12) | Ba FC                      | 2:0 (0:0) | Amicale FC | Govind Park, Ba                         |                                         |
|                                     | Issa 60' (pen) · Zahid 83' |           |            | Árbitro(s): Matt Conger (Nueva Zelanda) | Árbitro(s): Matt Conger (Nueva Zelanda) |

| 27 de abril de 2013, 15:00 (UTC+10) | Hekari United               | 2:1 (2:0) | Solomon Warriors | PMRL Stadium, Puerto Moresby             |                                          |
|                                     | Gunemba 17' · Dabinyaba 27' |           | Kilifa 54'       | Árbitro(s): Nick Waldron (Nueva Zelanda) | Árbitro(s): Nick Waldron (Nueva Zelanda) |

### Grupo B
| Club             | Pts | J | G | E | P | GF | GC | GD  |
| ---------------- | --- | - | - | - | - | -- | -- | --- |
| Waitakere United | 13  | 6 | 4 | 1 | 1 | 9  | 6  | 3   |
| Auckland City    | 10  | 6 | 3 | 1 | 2 | 19 | 8  | 11  |
| AS Dragon        | 9   | 6 | 2 | 3 | 1 | 9  | 5  | 4   |
| AS Mont-Dore     | 1   | 6 | 0 | 1 | 5 | 7  | 25 | -18 |

#### Resultados
| 30 de marzo de 2013, 15:00 (UTC+11) | AS Mont-Dore | 0:2 (0:0) | Auckland City                   | Numa-Daly, Numea                                                 |                                                                  |
|                                     |              |           | Souto 61' · Dickinson 66' (pen) | Asistencia: 350 espectadores Árbitro(s): Jacques Averii (Tahití) | Asistencia: 350 espectadores Árbitro(s): Jacques Averii (Tahití) |

| 30 de marzo de 2013, 15:00 (UTC+12) | Waitakere United | 0:0 | AS Dragon | Fred Taylor Park, Whangarei                                   |  |
|                                     |                  |     |           | Asistencia: 300 espectadores Árbitro(s): Rakesh Varman (Fiyi) |  |

| 5 de abril de 2013, 17:00 (UTC+11) | AS Mont-Dore | 1:4 (1:1) | AS Dragon                                              | Numa-Daly, Numea                         |                                          |
|                                    | Painbeni 10' |           | T. Tehau 40' 81' · Teikihaukaupoko 86' · Chong Hue 88' | Árbitro(s): Gerald Oiaka (Islas Salomón) | Árbitro(s): Gerald Oiaka (Islas Salomón) |

| 7 de abril de 2013, 15:00 (UTC+12) | Waitakere United | 1:3 (0:1) | Auckland City                | Fred Taylor Park, Whangarei                                              |                                                                          |
|                                    | Krishna 54'      |           | Dickinson 4' 62' · Souto 50' | Asistencia: 1.500 espectadores Árbitro(s): Peter O'Leary (Nueva Zelanda) | Asistencia: 1.500 espectadores Árbitro(s): Peter O'Leary (Nueva Zelanda) |

| 12 de abril de 2013, 19:30 (UTC-10) | AS Dragon | 0:1 (0:1) | Waitakere United | Pater Te Hono Nui, Papeete                            |                                                       |
|                                     |           |           | Butler 43'       | Árbitro(s): Isidore Assiene-Ambassa (Nueva Caledonia) | Árbitro(s): Isidore Assiene-Ambassa (Nueva Caledonia) |

| 13 de abril de 2013, 15:00 (UTC+12) | Auckland City                                                                                            | 12:2 (9:0) | AS Mont-Dore           | Kiwitea Street, Auckland            |                                     |
|                                     | Dickinson 4' 34' 43' · White 8' · Souto 9' · Bale 16' · Bilen 26' 38' · Riera 28' · Expósito 61' 65' 81' |            | Bob 46' · Painbeni 78' | Árbitro(s): Norbert Hauata (Tahití) | Árbitro(s): Norbert Hauata (Tahití) |

| 17 de abril de 2013, 15:00 (UTC+12) | Auckland City         | 1:3 (1:0) | AS Dragon                                          | Trusts Stadium, Waitakere                                             |                                                                       |
|                                     | Dickinson 45+1' (pen) |           | T. Tehau 76' · Vicelich 84' (a.g.) · Graglia 90+1' | Asistencia: 600 espectadores Árbitro(s): Gerald Oiaka (Islas Salomón) | Asistencia: 600 espectadores Árbitro(s): Gerald Oiaka (Islas Salomón) |

| 17 de abril de 2013, 18:00 (UTC+12) | Waitakere United                  | 3:1 (1:0) | AS Mont-Dore | Trusts Stadium, Waitakere                                       |                                                                 |
|                                     | Palmer 1' (pen) · Krishna 49' 55' |           | Maou 75'     | Asistencia: 800 espectadores Árbitro(s): Kader Zitouni (Tahití) | Asistencia: 800 espectadores Árbitro(s): Kader Zitouni (Tahití) |

| 21 de abril de 2013, 15:00 (UTC+12) | Auckland City | 0:1 (0:1) | Waitakere United | Kiwitea Street, Auckland                                        |                                                                 |
|                                     |               |           | Butler 26'       | Asistencia: 2.000 espectadores Árbitro(s): Andrew Achari (Fiyi) | Asistencia: 2.000 espectadores Árbitro(s): Andrew Achari (Fiyi) |

| 23 de abril de 2013, 19:30 (UTC-10) | AS Dragon  | 1:1 (1:0) | AS Mont-Dore | Pater Te Hono Nui, Papeete          |                                     |
|                                     | Vallar 35' |           | Vakie 73'    | Árbitro(s): Robison Banga (Vanuatu) | Árbitro(s): Robison Banga (Vanuatu) |

| 27 de abril de 2013, 19:30 (UTC-10) | AS Dragon   | 1:1 (1:1) | Auckland City | Pater Te Hono Nui, Papeete       |                                  |
|                                     | T. Tehau 5' |           | Expósito 39'  | Árbitro(s): Rakesh Varman (Fiyi) | Árbitro(s): Rakesh Varman (Fiyi) |

| 28 de abril de 2013, 15:00 (UTC+11) | AS Mont-Dore            | 2:3 (1:1) | Waitakere United                   | Numa-Daly, Numea                         |                                          |
|                                     | Bessieres 36' · Bob 66' |           | Palmer 1' 53' (pen) · de Vries 78' | Árbitro(s): Gerald Oiaka (Islas Salomón) | Árbitro(s): Gerald Oiaka (Islas Salomón) |

## Fase final
|  | Semifinales                    | Semifinales                    | Semifinales                    |   |               | Final      | Final      |  |
|  | 4, 5 de mayo - 11 y 12 de mayo | 4, 5 de mayo - 11 y 12 de mayo | 4, 5 de mayo - 11 y 12 de mayo |   |               | 19 de mayo | 19 de mayo |  |
|  |                                |                                |                                |   |               |            |            |  |
|  |                                |                                |                                |   |               |            |            |  |
|  | Auckland City                  | 6                              | 1                              |   |               |            |            |  |
|  | Auckland City                  | 6                              | 1                              |   |               |            |            |  |
|  | Ba                             | 1                              | 0                              |   |               |            |            |  |
|  | Ba                             | 1                              | 0                              |   | Auckland City | 2          |            |  |
|  |                                |                                |                                |   | Auckland City | 2          |            |  |
|  |                                |                                | Waitakere United               | 1 |               |            |            |  |
|  | Amicale                        | 0                              | Waitakere United               | 1 | 1             |            |            |  |
|  | Amicale                        | 0                              |                                |   | 1             |            |            |  |
|  | Waitakere United               | 2                              | 2                              |   |               |            |            |  |
|  | Waitakere United               | 2                              | 2                              |   |               |            |            |  |
|  |                                |                                |                                |   |               |            |            |  |

### Semifinales
| 5 de mayo de 2013, 15:00 (UTC+12) | Auckland City                                           | 6:1 (1:1) | Ba FC      | Kiwitea Street, Auckland            |                                     |
|                                   | Expósito 31' 71' · Tade 62' · White 78' 86' · Bilen 83' |           | Manuca 34' | Árbitro(s): Norbert Hauata (Tahití) | Árbitro(s): Norbert Hauata (Tahití) |

| 11 de mayo de 2013, 14:00 (UTC+12) | Ba FC | 0:1 (0:0) | Auckland City | Govind Park, Ba                          |                                          |
|                                    |       |           | Feneridis 51' | Árbitro(s): Gerald Oiaka (Islas Salomón) | Árbitro(s): Gerald Oiaka (Islas Salomón) |

| 4 de mayo de 2013, 15:00 (UTC+11) | Amicale FC | 0:2 (0:2) | Waitakere United  | Korman Stadium, Port Vila                                          |                                                                    |
|                                   |            |           | Krishna 33' 45+2' | Asistencia: 8.000 espectadores Árbitro(s): Averii Jacques (Tahití) | Asistencia: 8.000 espectadores Árbitro(s): Averii Jacques (Tahití) |

| 12 de mayo de 2013, 14:00 (UTC+12) | Waitakere United          | 2:1 (0:1) | Amicale FC | Fred Taylor Park, Whangarei        |                                    |
|                                    | Coombes 66' · Krishna 89' |           | Nawo 37'   | Árbitro(s): Kader Zitouni (Tahití) | Árbitro(s): Kader Zitouni (Tahití) |

### Final
| 19 de mayo de 2013, 15:00 (UTC+12) | Auckland City                 | 2:1 (2:1) | Waitakere United | Mount Smart Stadium, Auckland             |                                           |
|                                    | Dickinson 16' · Feneridis 20' |           | Coombes 39'      | Árbitro(s): Peter O'Leary (Nueva Zelanda) | Árbitro(s): Peter O'Leary (Nueva Zelanda) |

| Bandera de Nueva Zelanda         |
| Campeón Auckland City 5.º título |

## Estadísticas

### Goleadores
| Jugador        | Equipo                  | Goles |
| -------------- | ----------------------- | ----- |
| Sanni Issa     | Ba Football Association | 9     |
| Adam Dickinson | Auckland City           | 8     |
| Manel Expósito | Auckland City           | 6     |
| Roy Krishna    | Waitakere United        | 6     |
| Teaonui Tehau  | AS Dragon               | 4     |
| Gustavo Souto  | Auckland City           | 3     |
| Malakai Tiwa   | Ba Football Association | 3     |
| Moffat Kilifa  | Solomon Warriors        | 3     |
| Chris Palmer   | Waitakere United        | 3     |
| Mario Bilen    | Auckland City           | 3     |
| Darren White   | Auckland City           | 3     |

### Tabla acumulada
| Equipo | Equipo           | Pts | PJ | PG | PE | PP | GF | GC | Dif | Rend  |
| ------ | ---------------- | --- | -- | -- | -- | -- | -- | -- | --- | ----- |
| 1      | Auckland City    | 19  | 9  | 6  | 1  | 2  | 28 | 9  | 19  | 70,3% |
| 2      | Waitakere United | 19  | 9  | 6  | 1  | 2  | 14 | 9  | 5   | 70,3% |
| 3      | Ba FC            | 16  | 8  | 5  | 1  | 2  | 17 | 11 | 6   | 66,6% |
| 4      | Amicale FC       | 10  | 8  | 3  | 1  | 4  | 8  | 8  | 0   | 41,6% |
| 5      | AS Dragon        | 9   | 6  | 2  | 3  | 1  | 9  | 5  | 4   | 50%   |
| 6      | Hekari United    | 4   | 6  | 1  | 1  | 4  | 5  | 12 | -7  | 22,2% |
| 7      | Solomon Warriors | 4   | 6  | 1  | 1  | 4  | 7  | 15 | -8  | 22,2% |
| 8      | AS Mont-Dore     | 1   | 6  | 0  | 1  | 5  | 7  | 25 | -18 | 5,5%  |